# Richard McCreery
Sir Richard Loudon McCreery, britanski general, * 1. februar 1898, Market Harborough, Anglija, † 18. oktober 1967, Templecombe, Somerset, Anglija.